# Кастело-Беле Попе-Фабрикача (Сијена)
Кастело-Беле Попе-Фабрикача је насеље у Италији у округу Сијена, региону Тоскана.
Према процени из 2011. у насељу је живело 191 становника. Насеље се налази на надморској висини од 225 м.